# Арифджанов, Рустам Мустафаевич
Рустам Мустафаевич Арифджанов или Рустем Мустафа оглы Арифджанов (род. 22 февраля 1958, Самарканд) — советский и российский журналист, теле- и радиоведущий, аналитик, политолог, писатель, сценарист и бизнесмен. Заместитель главного редактора газеты „Известия“ (февраль—сентябрь 1998 года). Главный редактор газеты „Версия“ (13 марта 2000 года — 14 июля 2003 года) и Главный редактор журнала „Консерватор“.

## Биография

### Детство и юность
Родился 22 февраля 1958 года Самарканде в семье зубного техника Мустафы и инженера-механика Алие Арифджановых. Дед по матери был градоначальником Инты. В возрасте двух лет был привезён в Баку, где и провёл молодость. В 1976 году поступил на исторический факультет Азербайджанского государственного университета. В том же году, будучи студентом, стал корреспондентом газеты «Молодёжь Азербайджана», в которой позже стал заместителем ответственного секретаря, что послужило поводом к исключению из университета на третьем курсе (позже он был восстановлен). В 1981 году ушёл из газеты «Молодежь Азербайджана» в газету «Баку», где был собственным корреспондентом и заведующим отделом.
С 1985 года работал собственным корреспондентом газеты «Комсомольская правда» по Западной Сибири, жил в Тюмени. Через год уехал в Москву, работал редактором отдела и специальным корреспондентом еженедельника «Собеседник».

### Москва
После переезда в Москву началась «белая полоса» удачи. В 1989 году он ушёл из «Собеседника» в журнал «Мегаполис» на должность редактора отдела, в 1990 году стал главным редактором газеты «Мегаполис-Метро». В том же году участвовал в деятельности общественно-политического объединения «Сургутская альтернатива». Через три года Рустам Арифджанов стал обозревателем газеты «Известия». Одновременно с этим в 1996—1998 годах занимал пост шеф-корреспондента, был членом редакционной коллегии публицистического журнала «Столица» (издательский дом «Коммерсантъ»). После «Коммерсанта» в течение полугода был заместителем главного редактора в газете «Известия».
1 ноября 1998 года был назначен шеф-редактором еженедельника «Совершенно секретно. Версия» (ИД «Совершенно секретно»), а в октябре 1999 года — шеф-редактором всего ЗАО "Информационно-издательская группа «Совершенно секретно», издающего газеты «Совершенно секретно», «Версия» и журнал «Лица».

### 2000-е
В 2000—2003 годах — главный редактор газеты «Версия». В 2002 году телеканал «ТВЦ» пригласил его вести популярную общественно-политическую программу «Материк».
1 ноября 2002 года в редакции газеты «Версия» был проведён обыск на основании постановления о возобновлении уголовного дела по факту публикации в № 20 газеты от 27 мая 2002 года материала редактора отдела национальной безопасности Андрея Солдатова «Маскировка». Арифджанов был вызван в управление ФСБ по Москве и Московской области в качестве свидетеля. 12 ноября Арифджанова снова допрашивали в следственном управлении УФСБ Московского военного округа. «Формально наша беседа шла вокруг статьи „Маскировка“, но следователь очень интересовался формами и методами работы редакции, нашими источниками информации», — сказал Арифджанов.
14 июля 2003 года президент группы компаний «Совершенно Секретно» Вероника Боровик-Хильчевская подписала Арифджанову заявление об уходе. Уход был связан с тем, что газета проиграла в Арбитражном суде дело, которое вел консорциум «Альфа-групп» против «Версии». История конфликта газеты и «Альфа-Групп» началась в 1999 году, когда журналист Олег Лурье опубликовал статью «Альфа — групповой портрет», содержащую выдержки из депутатского запроса Виктора Илюхина по поводу методов ведения бизнеса «Альфа-Групп». В 2002 году Лурье опубликовал еще одну статью — «Криминальное чтиво по-русски» — интервью с сотрудником ФБР. В этих статьях руководители «Альфа-Групп» Петр Авен и Михаил Фридман обвинялись в торговле наркотиками и связями с криминалом. Руководство консорциума решило обратиться в суд. Сначала иск был подан в гражданский суд, где «Альфа-Групп» дважды проиграла «Версии». В третий раз юристы «Альфы» обратились в арбитражный суд, подав иск по защите деловой репутации. Решение суда оказалось беспрецедентным по размеру выплат. Суд обязал выплатить миллионные компенсации истцам: 3 млн рублей Авену, 3 млн рублей Фридману, а также 172 тысячи фунтов стерлингов детективному агентству Kroll, которое было нанято «Альфой» для проведения расследования.
Арифджанов сказал, что «проигрыш в арбитраже был только повод (для отставки)». «Я взял Олега Лурье на работу два года назад под свою ответственность (Хильчевская не хотела брать Лурье). После случившегося он ушел по собственному желанию. А сегодня меня вызвала президент холдинга и напомнила это, сказав, что я тоже должен нести ответственность, и я написал заявление об уходе», — сказал Арифджанов. «За три года совместной работы [с Боровик-Хильчевской] мы успели хорошо поработать, но и несколько устать друг от друга», — отметил Арифджанов.

### После „Совершенно Секретно“
Был главным редактором политического петербургского журнала "Консерватор". Вёл телевизионную программу "Пресс-клуб" на РТР. Бывший первый заместитель генерального директора и генеральный продюсер ОАО "НТК "Звезда" и один из создателей телеканала „Звезда“.
С августа 2012 года — главный редактор первого общественного мусульманского канала "Аль-РТВ", член Совета старейшин Федеральной национально-культурной автономии азербайджанцев России (ФНКА АзерРос), член Политсовета общественно-политической организации "Движение нового поколения".
Автор десяти публицистических книг, изданных в России и Азербайджане, множества документальных фильмов, в том числе скандального „Девятая рота: Как это было на самом деле“.

## Список мест работы
- Газета "Молодежь Азербайджана"
- Газета „Баку“
- Еженедельник „Собеседник“
- Журнал „Мегаполис“
- Газета „Мегаполис-Метро“
- Газета „Известия“
- Журнал „Столица“
- Газета „Версия“
- Холдинг „Совершенно Секретно“
- Журнал „Консерватор“
- Журнал „Националь“
- Телеканал „РТР“
- Телеканал „ТВЦ“
- Факультет журналистики НГУ (декан)
- ОАО „Звезда“
- Концерн „Радиоцентр“
- Газета „Азербайджанский Конгресс“
- Телеканал Аль-РТВ